# 둥베이

둥베이(东北) 지방

둥베이(중국어 간체자: 东北, 정체자: 東北, 병음: Dōngběi)은 중국의 6대 중국지리대구(中國地理大區)의 하나로서 만주 지역을 말한다. 청나라 만주족들이 최초로 이 지역을 통틀어 동북 지방이라고 부르기 시작했다. 행정구역상으로는 랴오닝, 지린, 헤이룽장의 3개 성이 포함되며 내몽골 자치구 동북부 동사맹지역 (후룬베이얼시, 싱안맹, 퉁랴오시, 츠펑시)을 포함하기도 한다.
이 지역 최대의 도시는 선양이며, 그 외에 하얼빈, 창춘, 다롄, 치치하얼, 지린 등의 도시가 있고. 한국의 민족과 연관이 많은 지역이기도 하다. 랴오닝성과 다롄시는 고조선의 발흥지이고, 쑹화강에서 맥인들이 고구려와 부여를 설립했다.

## 역사
여러 북방 민족이 머무르던 거점 지역이다. 대표적으로 수나라와 당나라의 설립 주도 민족인 선비족은 아무르강과 후룬베이얼에서 발흥했고, 요나라의 설립 주도민족인 거란족 또한 네이멍구 지역에서 발흥했다. 금나라와 청나라의 설립 주도 민족인 여진족과 만주족도 지린성에서 발흥했다.한국 역사상 최초의 국가인 고조선 또한 이곳에서 기원하였다. 청나라 말기 중국이 한창 제국주의 국가들로부터 침략을 당하던 시기에 러시아에 뤼순을 조차하였고, 청나라 멸망 이후에는 이 지역에서 북양군벌이 발흥해서 중국 공산당과 일본 제국을 상대하기도 했다. 북양 군벌의 수장 장쭤린을 일본 제국이 암살한 이후 장쭤린의 장남 장쉐량이 장제스의 참모로 들어가면서 중화민국의 영토가 되었다. 1931년에 일본이 일으킨 만주사변으로 일본에 점령되어 일본의 지배를 받는 괴뢰 국가인 만주국이 세워지기도 하였다. 1949년 이후에 중화인민공화국의 영토로 편입되어 오늘날에 이른다.

## 주민
둥베이의 인구는 현재 약 1억 명으로, 이는 중국 전체 인구의 8%에 해당한다.

### 민족
한족이 거의 대다수를 차지하며, 그 외에 만주족, 몽골족, 조선족, 다우르족, 허저족, 에벤키족이 거주한다.

### 언어
둥베이나 베이징에서 사용하는 표준 보통화가 통용되나, 재중동포들은 조선어를 사용한다. 대부분의 만주족들은 보통화를 사용하나 학교에서 소수 민족 문화 보호를 위해 만주어를 가르친다.

## 산업
둥베이는 일본의 지배 시기에 공업의 기반이 잘 조성되어 초기에는 중국 최대의 중화학 공업 지대가 되었다. 그러나 1980년대에 중국이 외국 자본을 도입하면서 광둥성 등지의 산업이 급격히 발달하자 둥베이의 공업은 급격히 쇠퇴하기 시작하였으나, 최근에 한국과 일본 등지의 자본이 밀려오면서 다시 활력을 되찾고 있다. 지하자원으로는 푸순의 탄전과 다칭의 유전이 있다.

## 같이 보기
- 동사맹